# Kelly Sildaru
Kelly Sildaru (17 februari 2002) is een Estische freestyleskiester.

## Carrière
Sildaru won de gouden medaille op het onderdeel slopestyle tijdens de Winter X Games XX in Aspen, met haar leeftijd van 13 jaar werd ze de jongste goudenmedaillewinnares in de geschiedenis van de Winter X Games. Op de Winter X Games XXI won de Estische opnieuw goud op het onderdeel slopestyle, daarnaast behaalde ze de zilveren medaille op het onderdeel big air. Bij haar wereldbekerdebuut, op 27 augustus 2017 in Cardrona, boekte ze direct haar eerste wereldbekerzege.
Op de wereldkampioenschappen freestyleskiën 2019 in Park City werd Sildaru wereldkampioene in de halfpipe.

## Resultaten

### Wereldkampioenschappen
| Jaar | Plaats    | Resultaten |
| ---- | --------- | ---------- |
| 2019 | Park City | Halfpipe   |

### Wereldbeker
Eindklasseringen
| Seizoen   | Algm | HP  | SS  |
| --------- | ---- | --- | --- |
| 2017/2018 | 94e  | 18e | 21e |
| 2018/2019 | 29e  | 4e  | 10e |

Wereldbekerzeges
| Datum            | Plaats          | Onderdeel  |
| ---------------- | --------------- | ---------- |
| 27 augustus 2017 | Cardrona        | Slopestyle |
| 23 november 2018 | Stubai          | Slopestyle |
| 7 december 2018  | Copper Mountain | Halfpipe   |